# Monastero di San Taddeo
Il monastero di San Taddeo (armeno Սուրբ Թադևոս վանքը Sourb Tadeos Vank; azero Müqəddəs Faddey monastırı; farsi کلیسای تادئوس مقدس Ghareh keliseh, significa "chiesa nera"), conosciuto anche come Kara Kilise o Qareh Kalisa, è un antico monastero della chiesa armena situato in una zona montagnosa della regione del Vaspurakan, provincia del regno d'Armenia attualmente in Iran, a sud della città di Maku, in direzione di Seyah Cheshmah (Chaldoran).

## Storia
La chiesa è dedicata a san Giuda Taddeo, uno dei dodici apostoli, che subì il martirio nel 66 d.C. durante la predicazione dei Vangeli e che gode di alta venerazione presso la chiesa armena. Dice la leggenda che la prima costruzione di una chiesa a lui dedicata avvenne nel 68 d.C. sopra il luogo della sua sepoltura. La chiesa e il monastero furono edificati probabilmente nel VII secolo e d è posta in prossimità di un piccolo villaggio.
Non rimane molto della chiesa originale che fu distrutta da un terremoto nel 1319 e ricostruita nel 1329, tuttavia alcune parti intorno all'altare risalgono al X secolo, la parte posteriore è quella più antica, in pietra nera (da cui il suo nome); mentre l'ingresso, la parte anteriore e centrale, in arenaria di color chiaro, sono del XIX secolo. Gli ampliamenti e i restauri si devono al principe Abbas Mirza della dinastia Qajar. Il complesso è circondato da mura fortificate.
Nel luglio del 2008 il monastero di San Taddeo è stato incluso nella lista del patrimonio dell'umanità dell'UNESCO assieme al monastero di Santo Stefano e alla cappella di Dzordzor.

## Galleria d'immagini

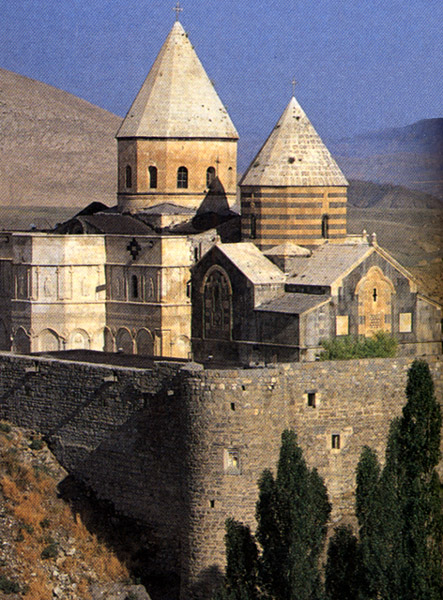
Veduta della chiesa
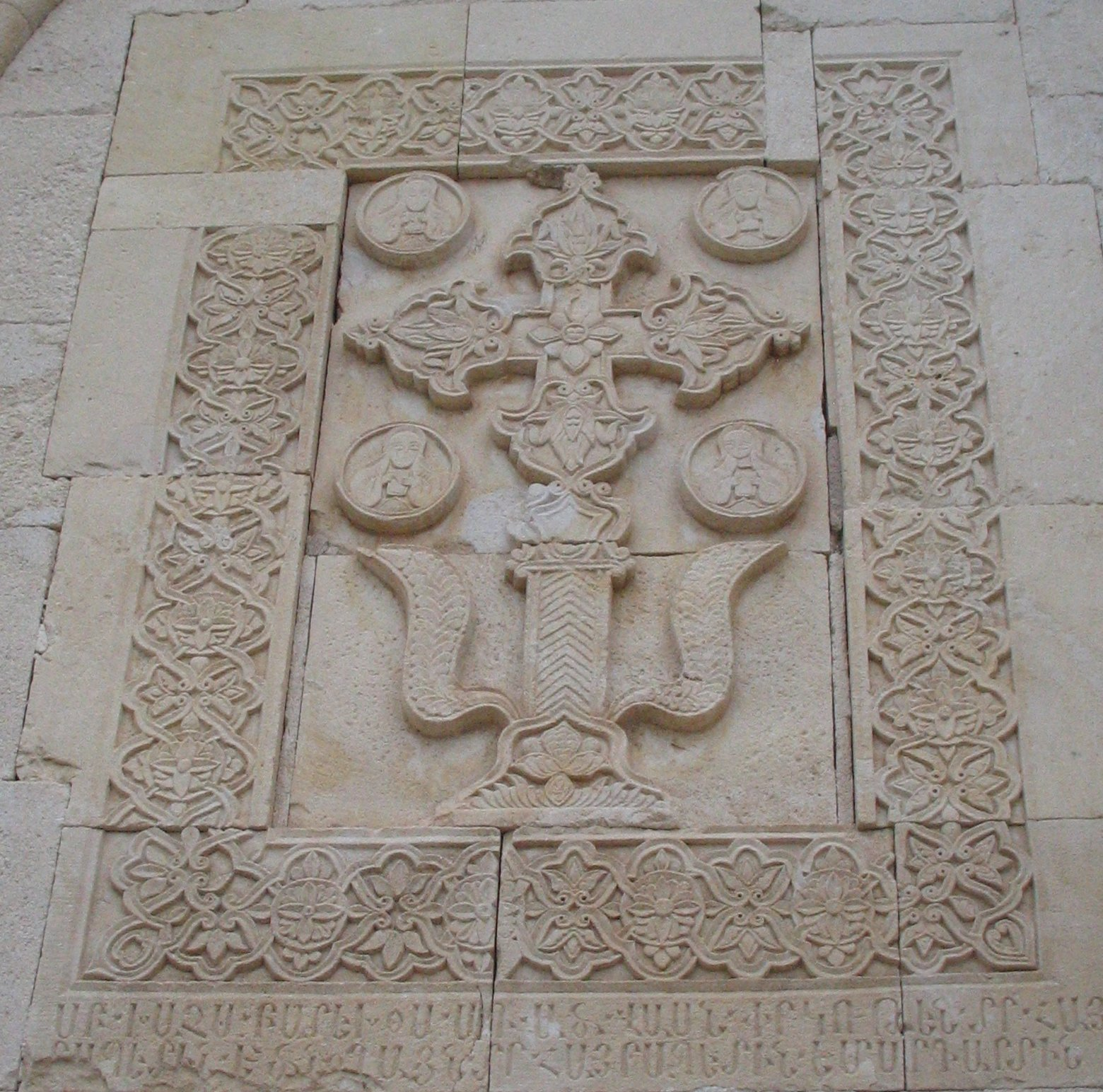
Un bassorilievo
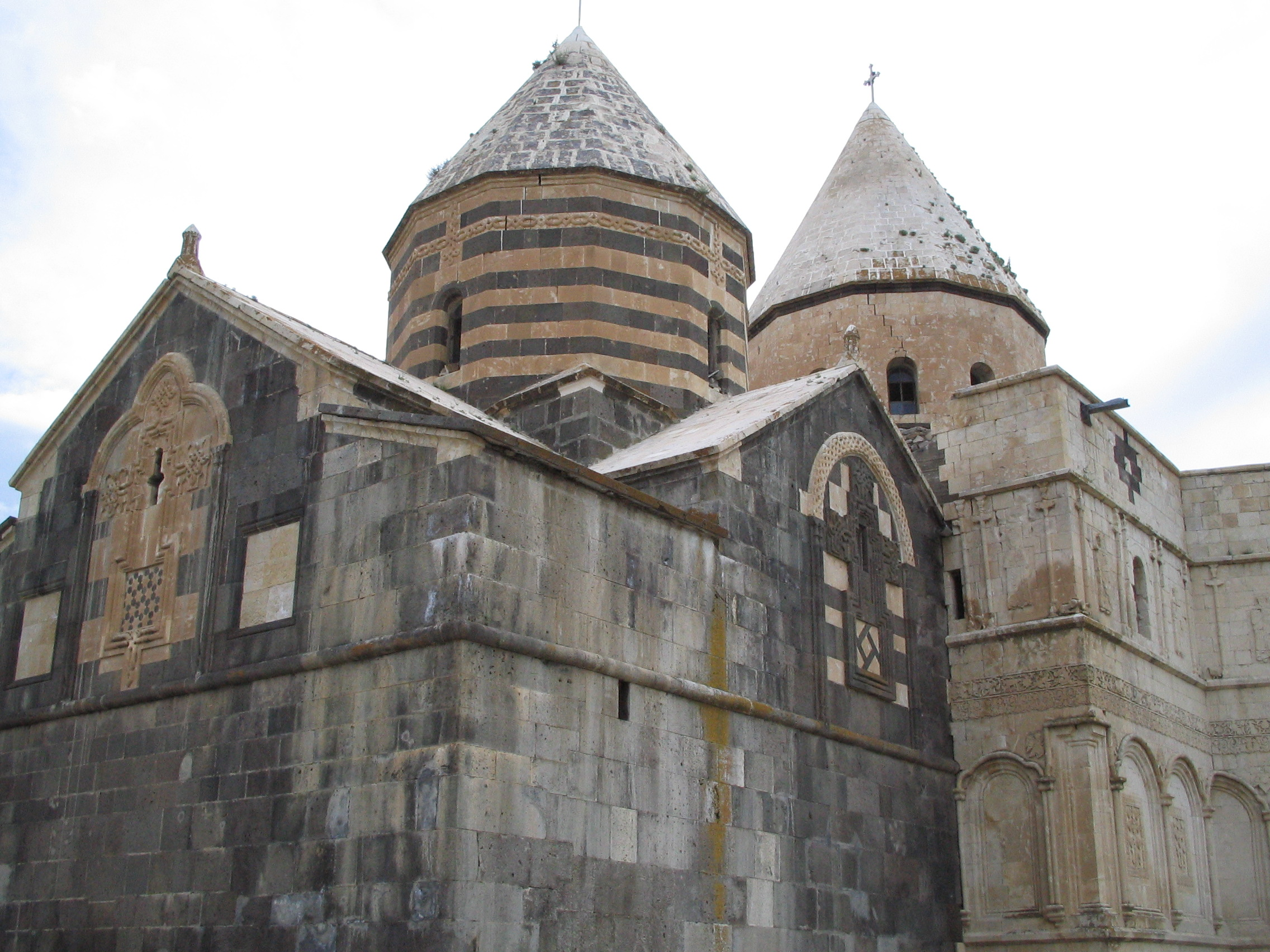
La parte più antica
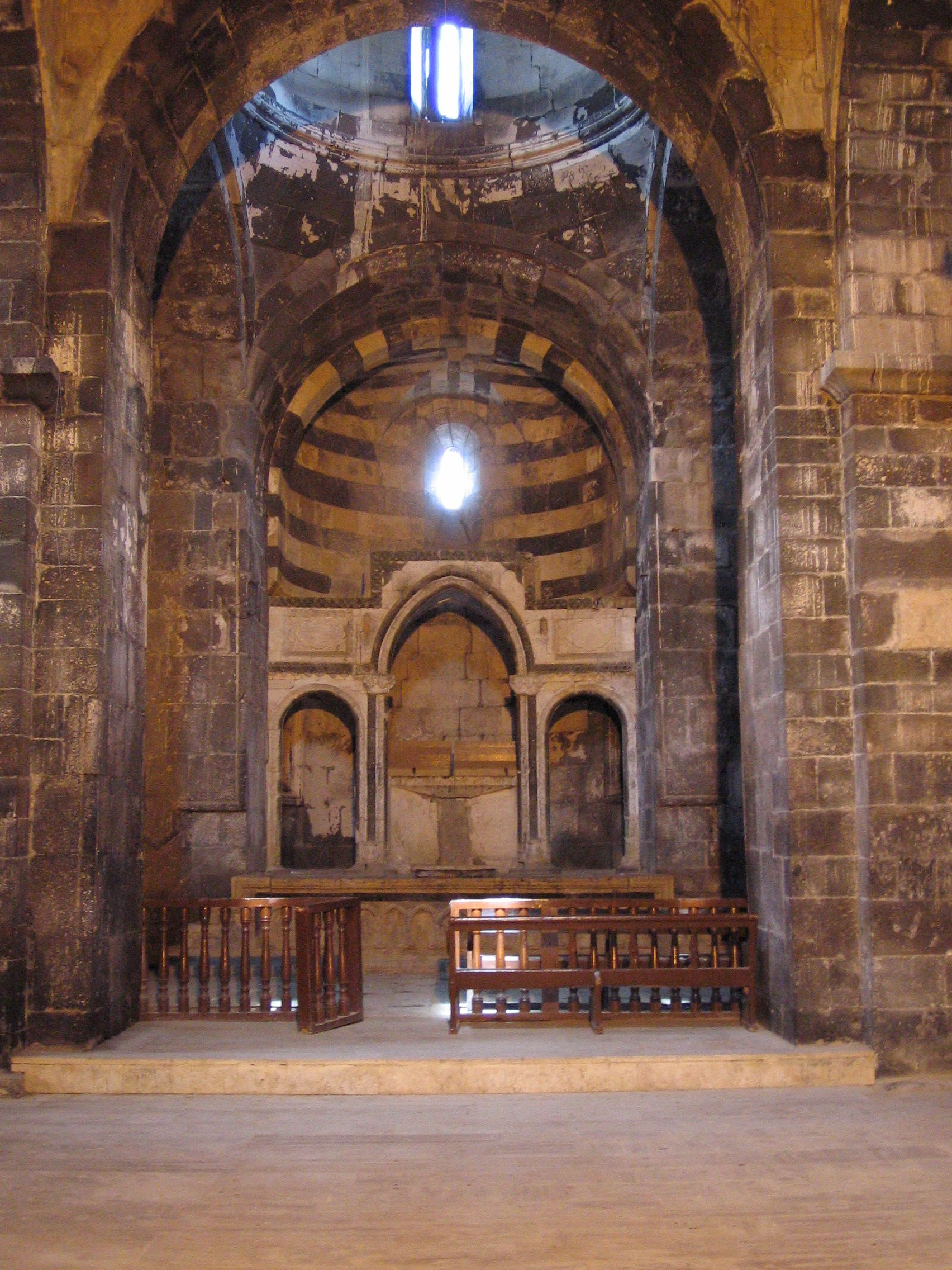
Interno